# Innere Stadt (Berna)
Lo Stadtteile di Innere Stadt è formato dal centro storico di Berna, dichiarato patrimonio dell'umanità dall'UNESCO. In questo quartiere hanno sede il Palazzo federale (la sede del Governo svizzero), il municipio di Berna, la cattedrale di Berna, la torre Zytglogge, il ponte Untertorbrücke, la chiesa di Nydegg e molte fontane allegoriche.

## Monumenti

### Palazzo Federale
La sede del governo elvetico. Inaugurato del 1902, ha due sale principali, il Consiglio nazionale e il Consiglio degli Stati, separate da una grossa sala con cupola.

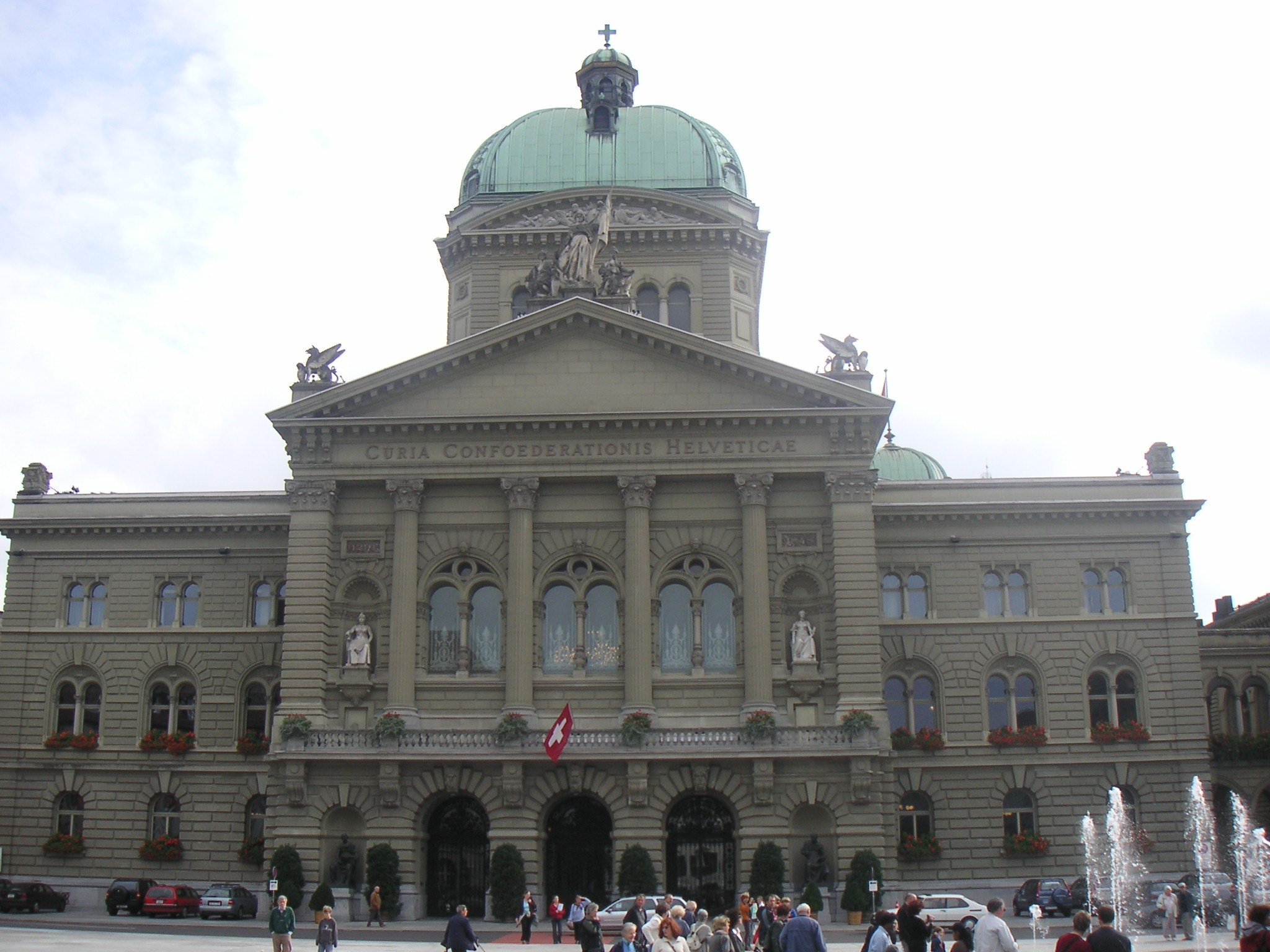
Facciata del Palazzo Federale.
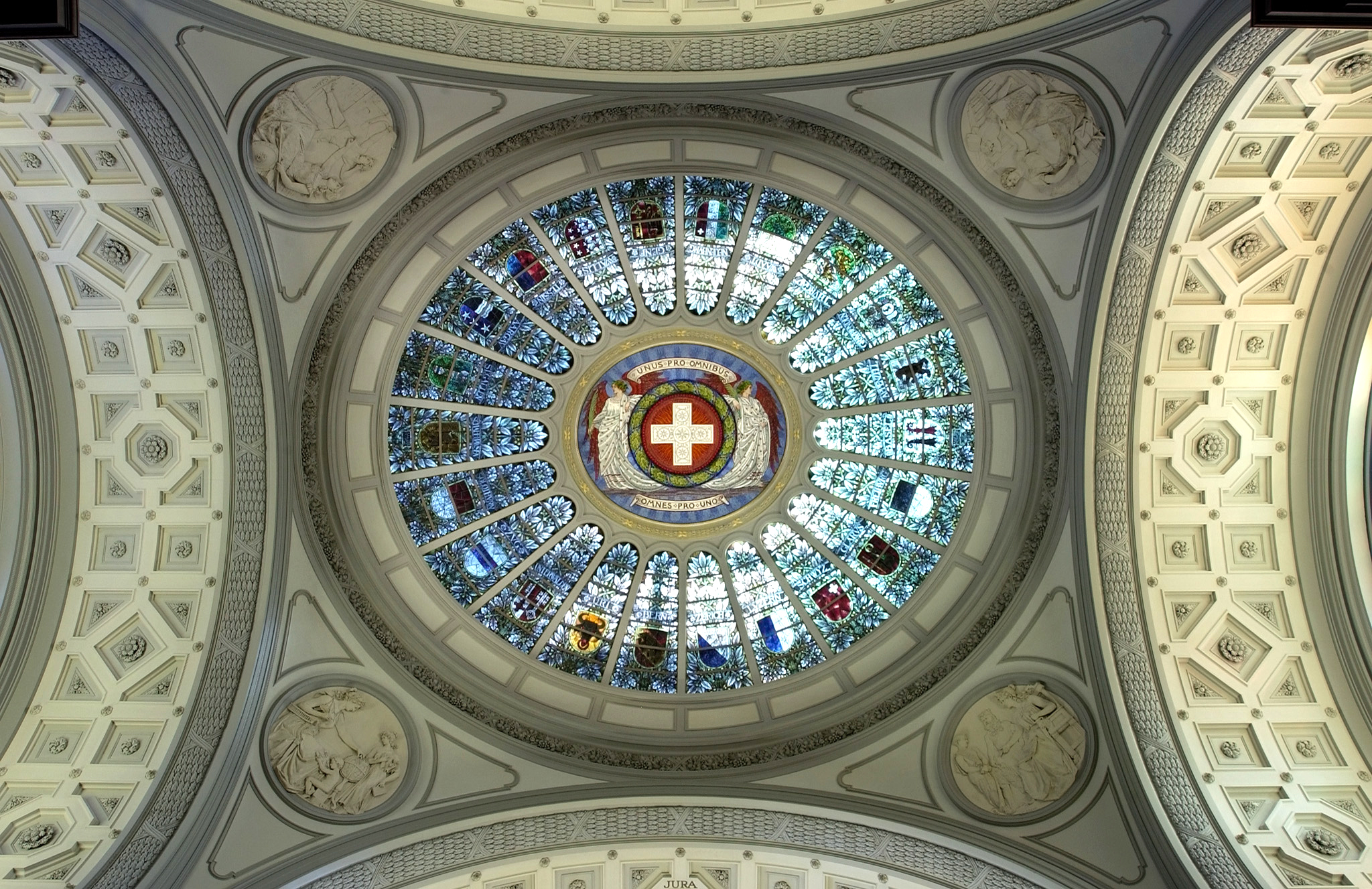
La cupola.
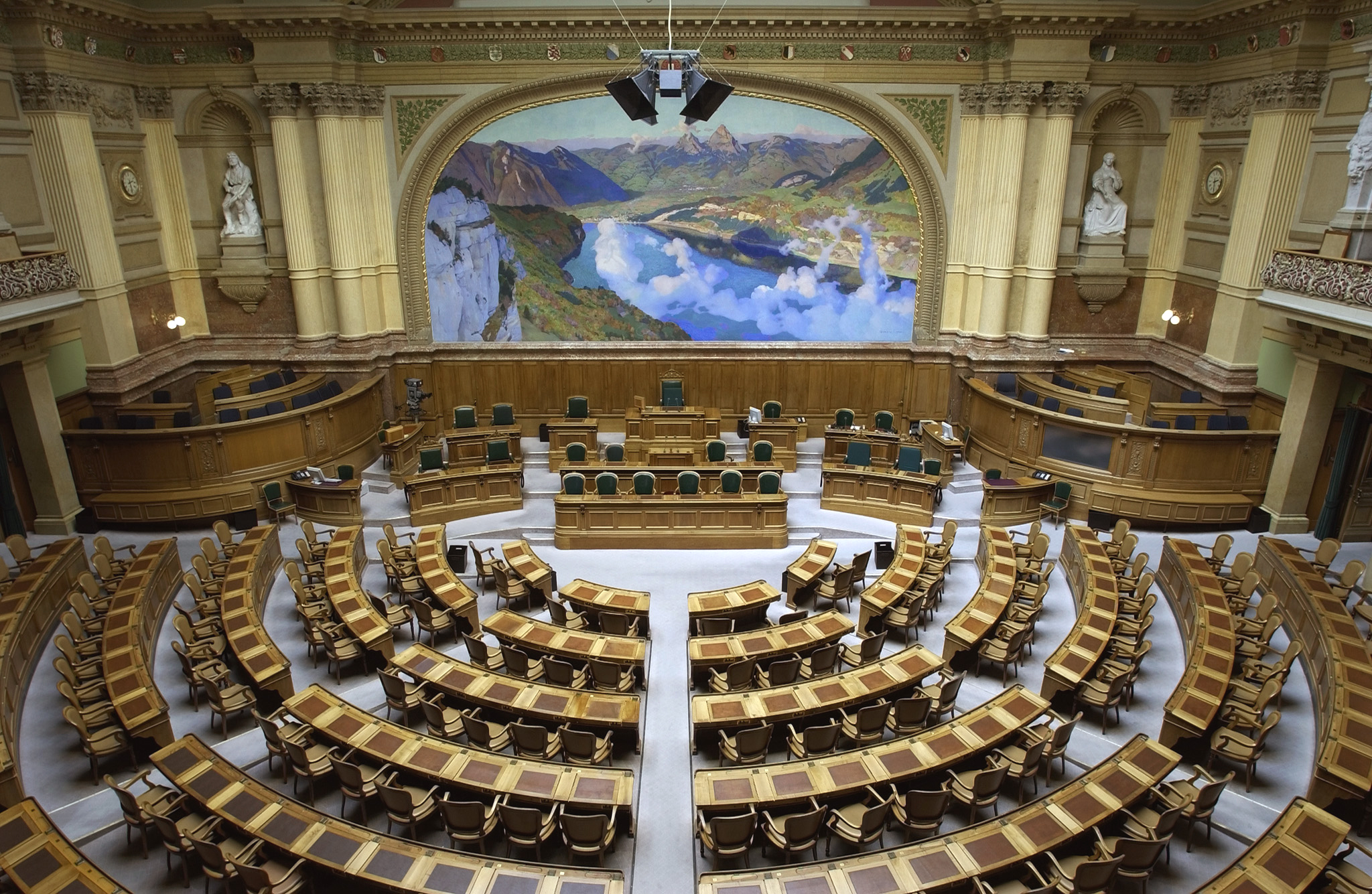
La sala del Consiglio nazionale.
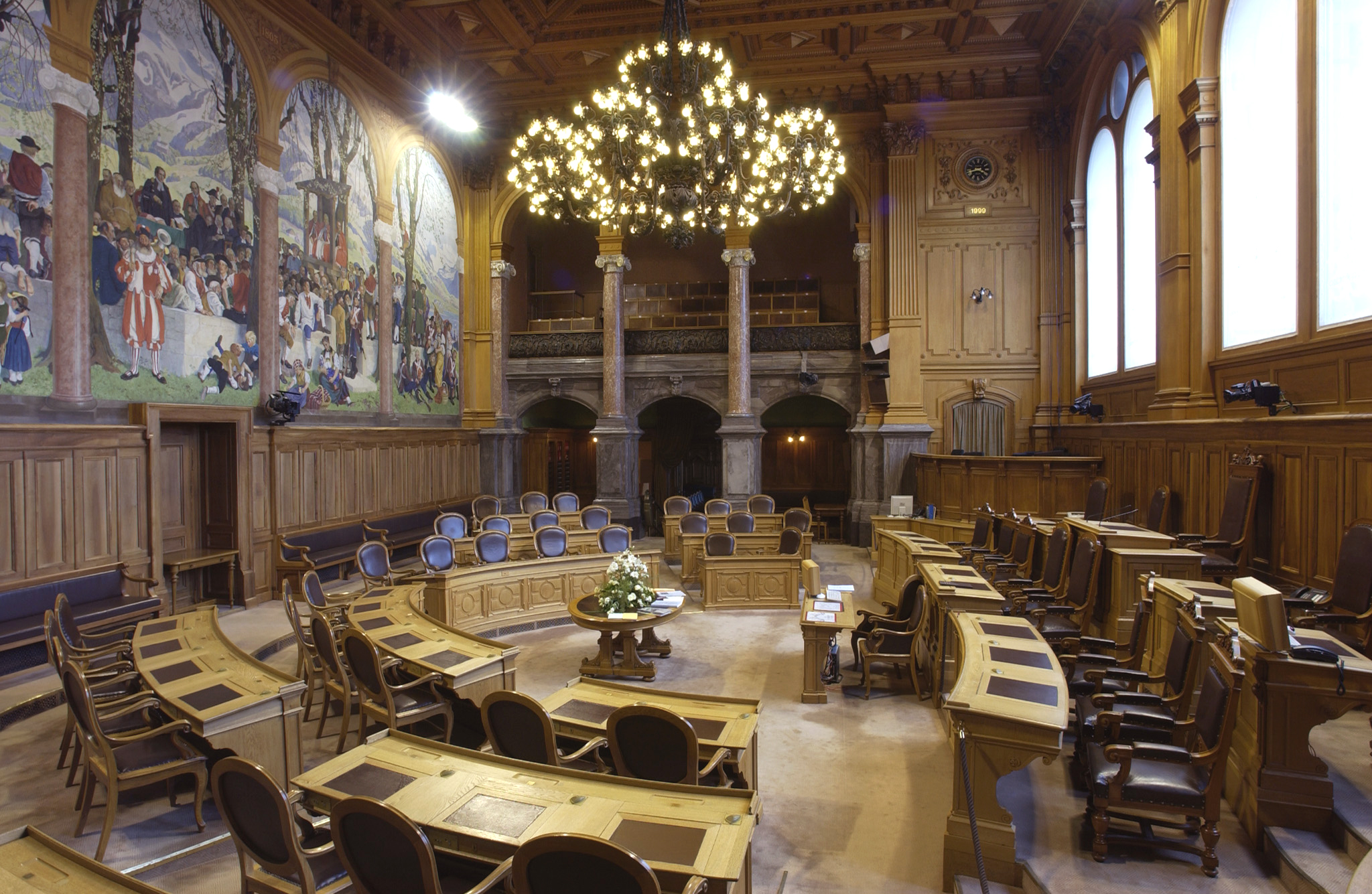
La sala del Consiglio degli Stati.

### Municipio di Berna
Il  municipio di Berna si trova sulla centrale Rathausplatz. È sede del consiglio comunale. Il palazzo venne eretto nel XV secolo in tardo stile gotico.

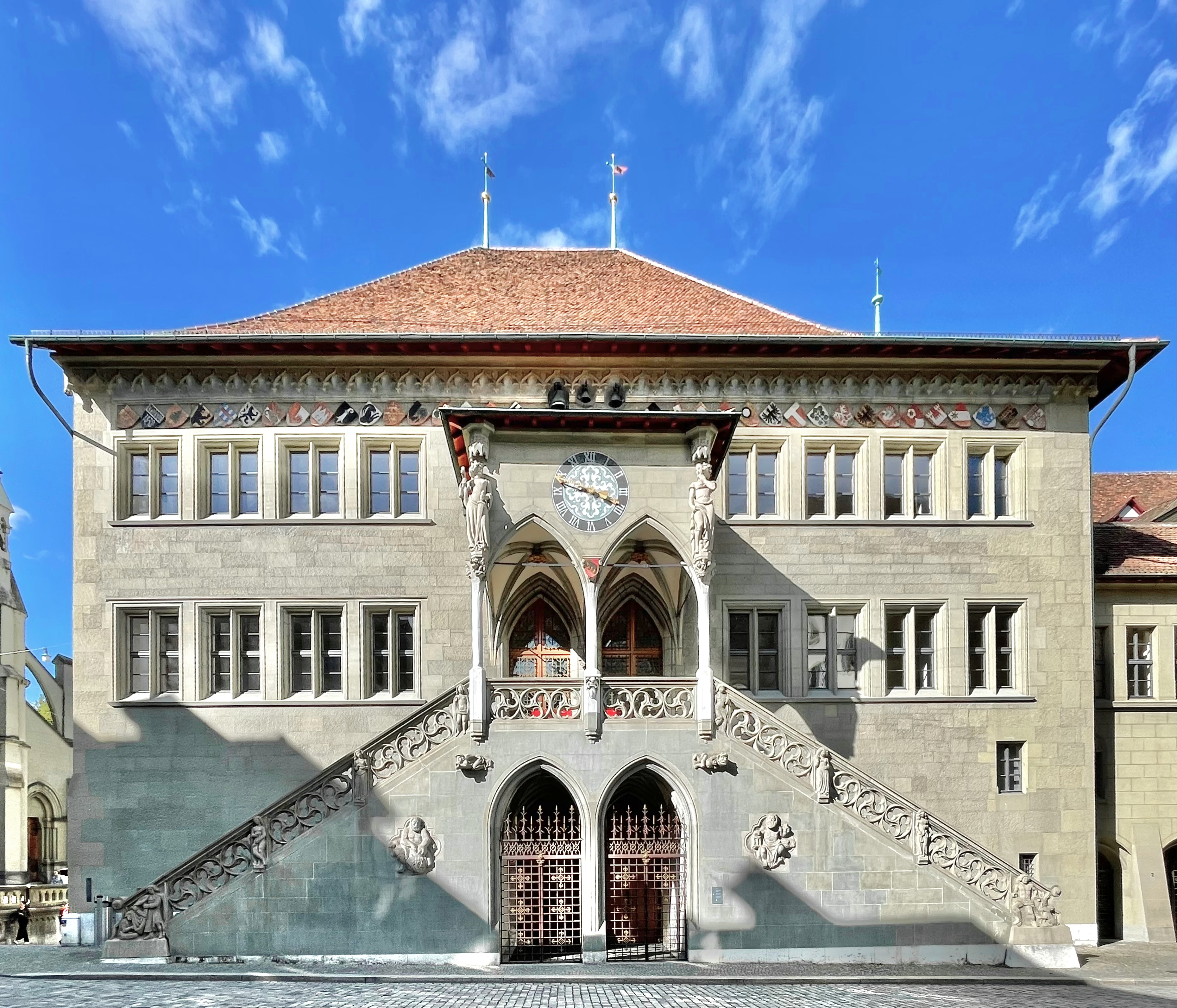
La facciata del municipio.
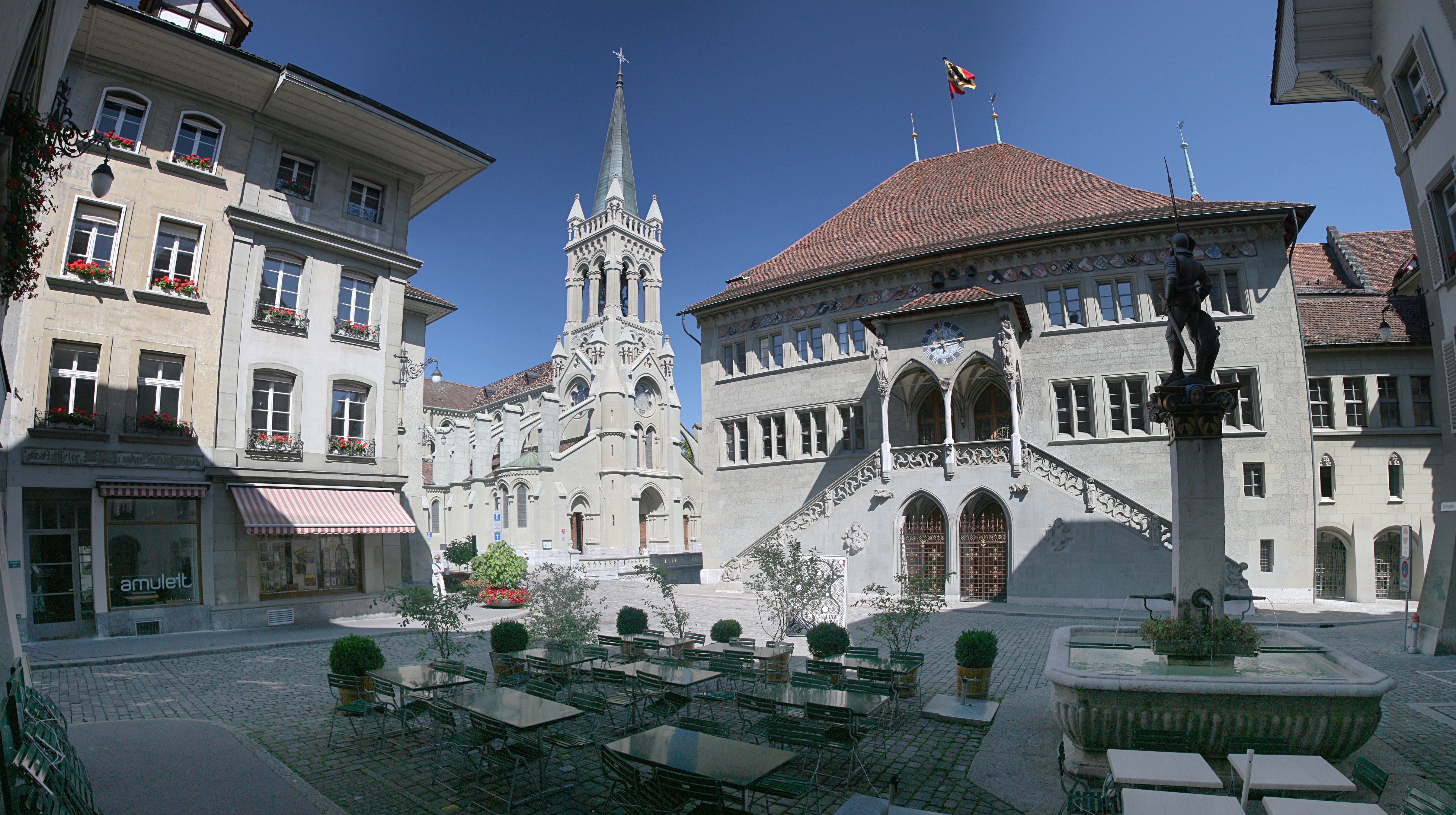
Veduta dalla piazza.
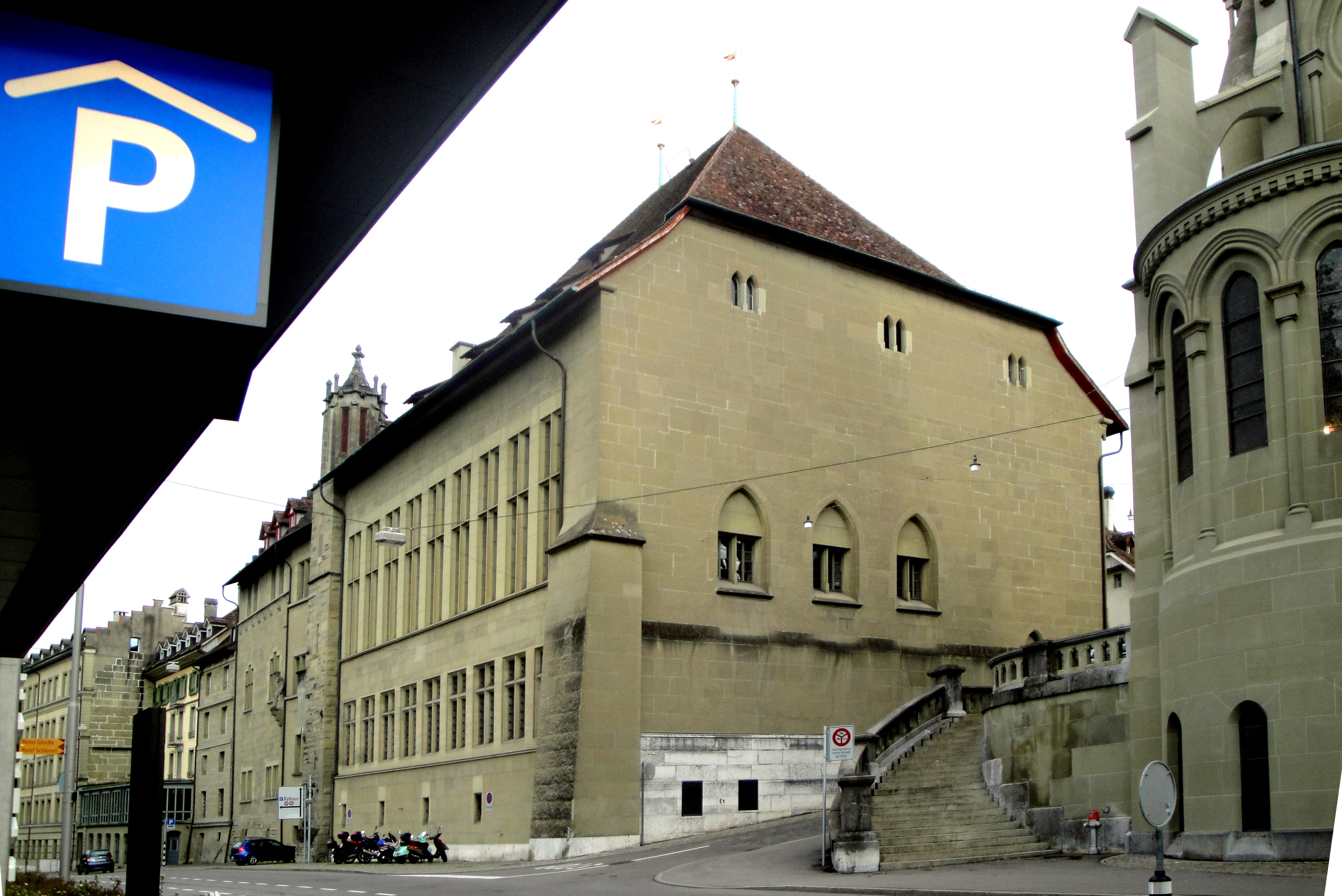
Facciata posteriore.

L'edificio chiamato Erlacherhof, è situato nel centro storico. È sede del sindaco e della sua giunta. Fu costruito tra il 1745 e il 1752.

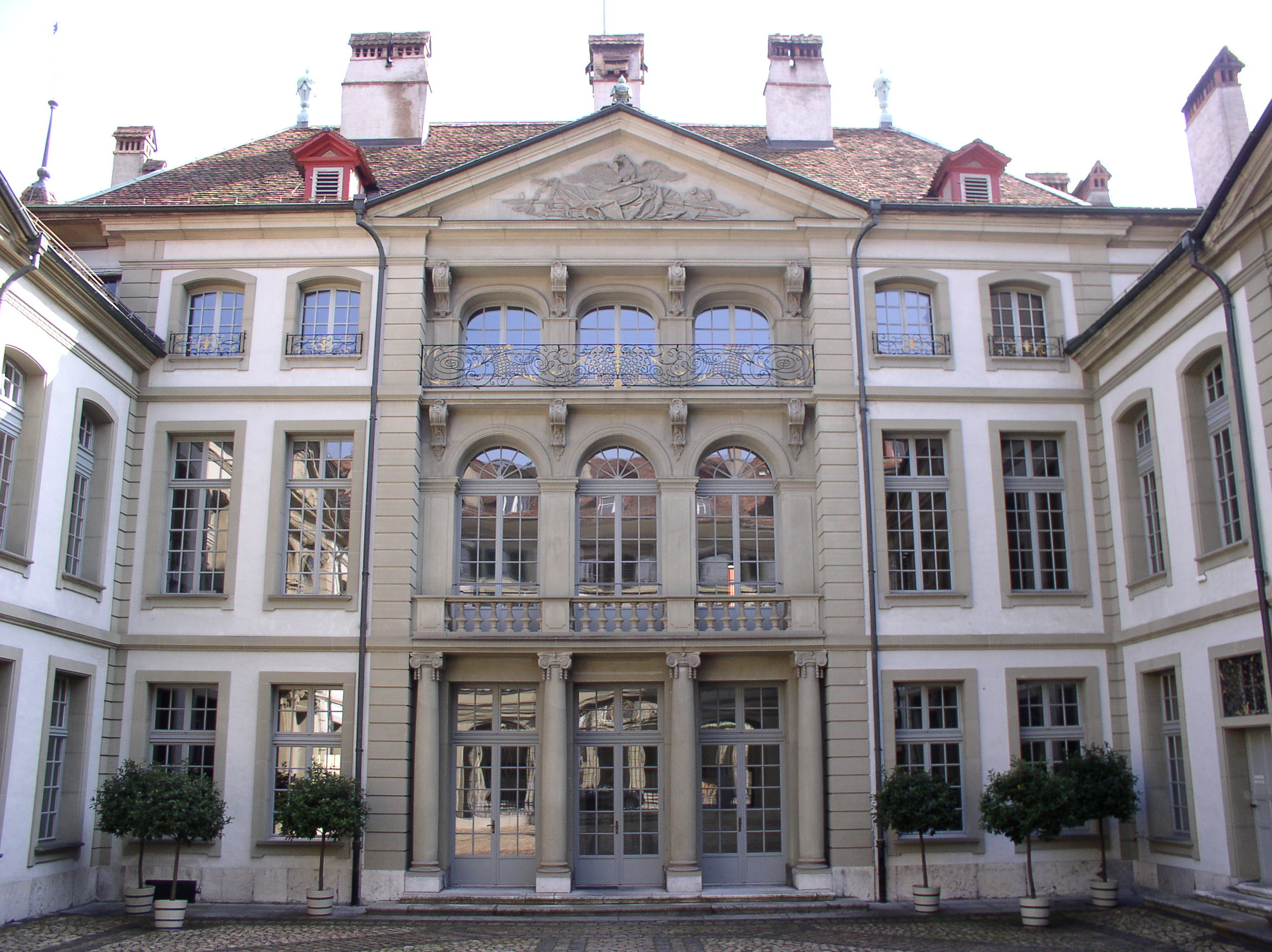
La facciata
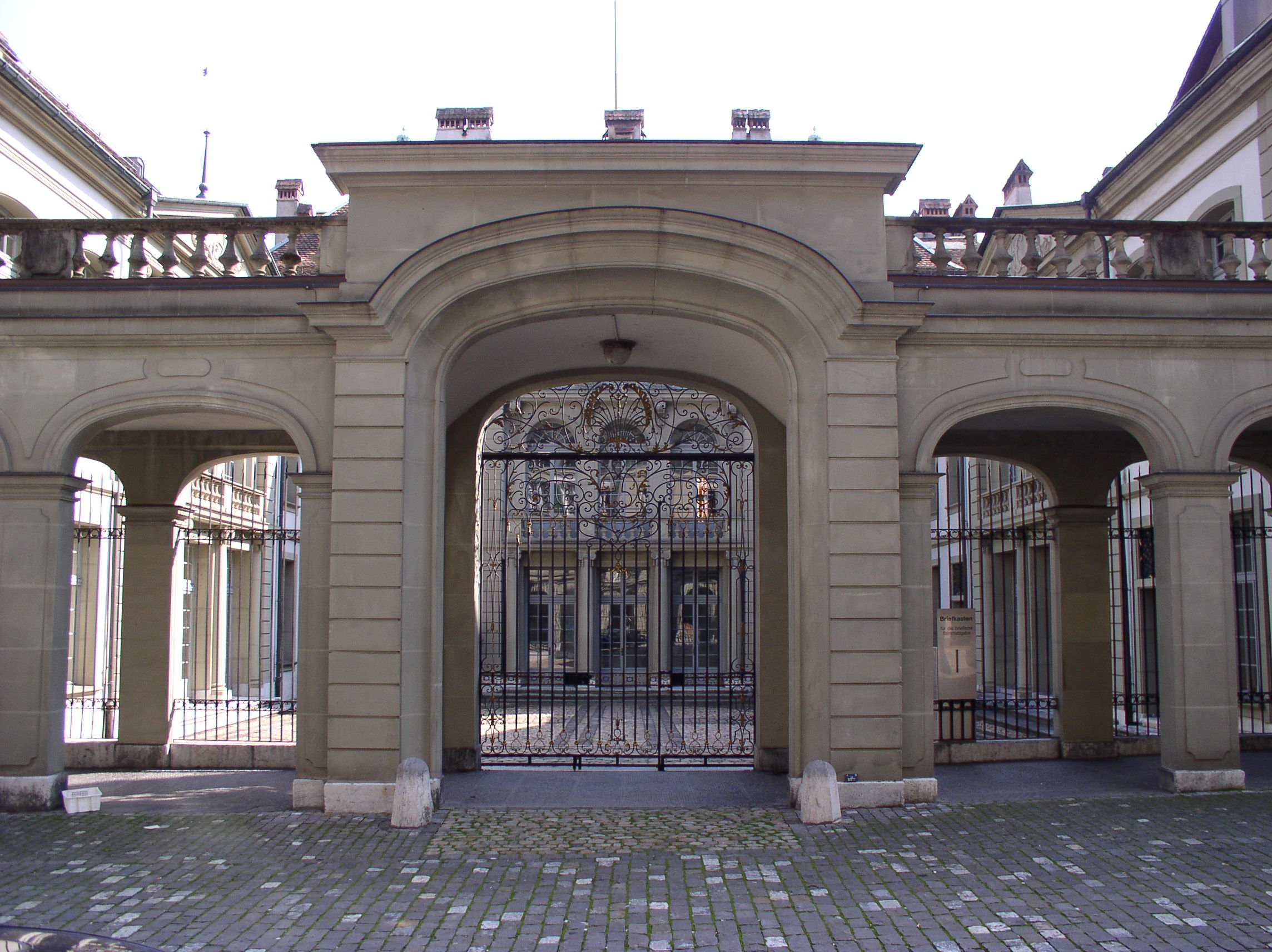
Il cancello
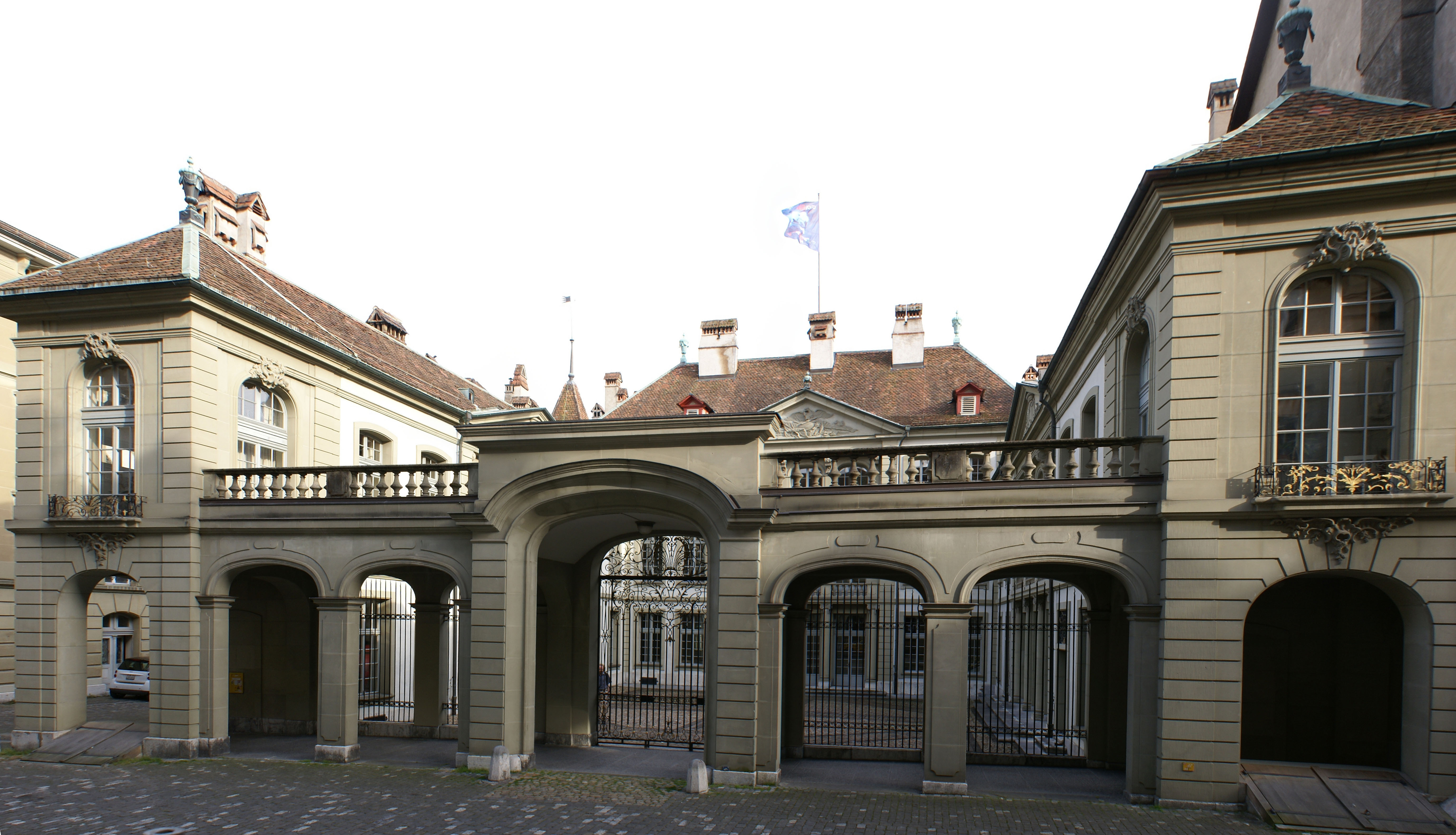
Visuale d'insieme dell'Erlacherhof.

### Cattedrale di Berna
La  cattedrale di Berna, chiamata anche Münster di Berna, fu costruita nel 1421. L'interno ha tre navate è l'edificio ha un campanile in stile neogotico.

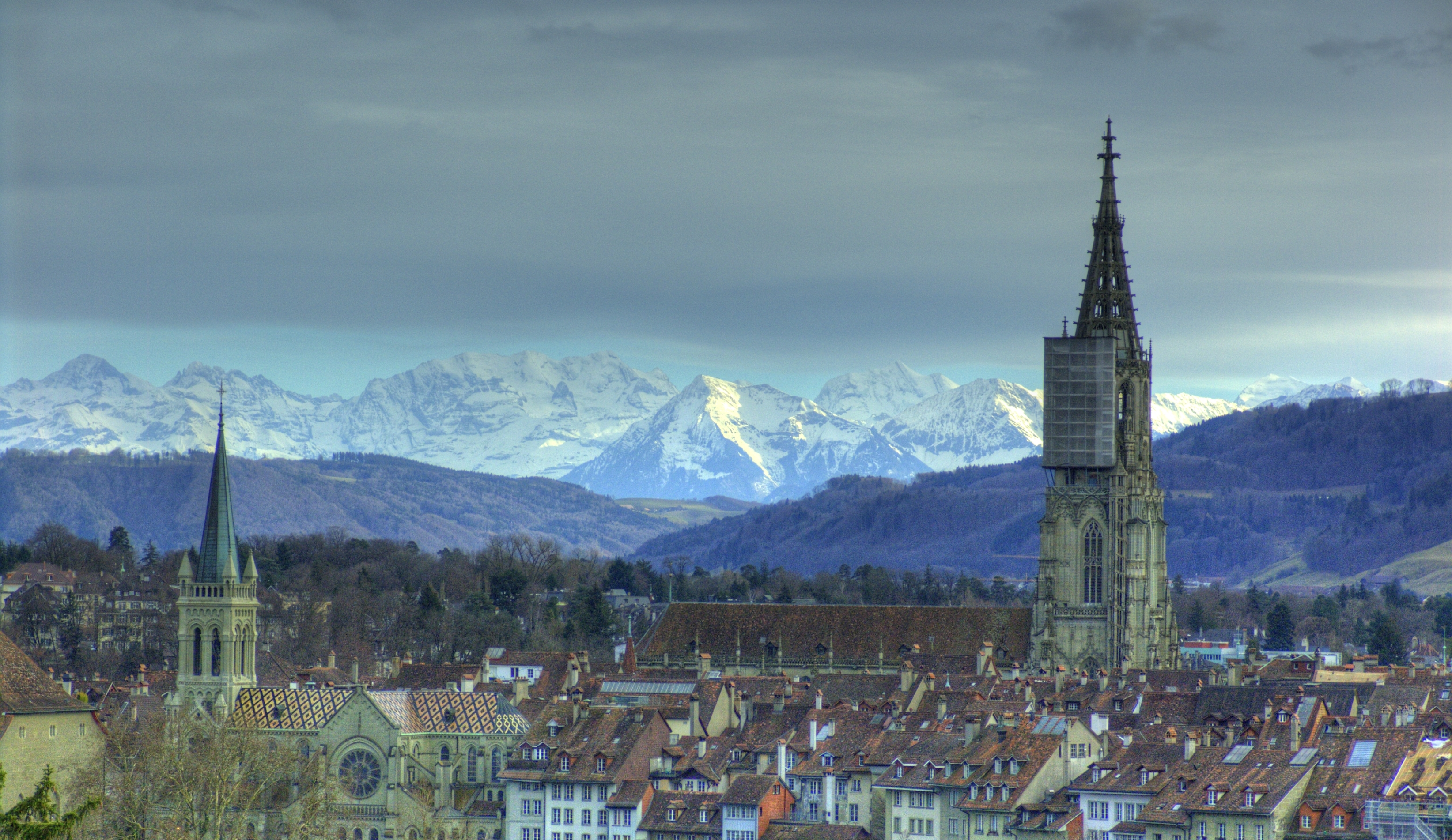
La cattedrale sullo sfondo delle Alpi.
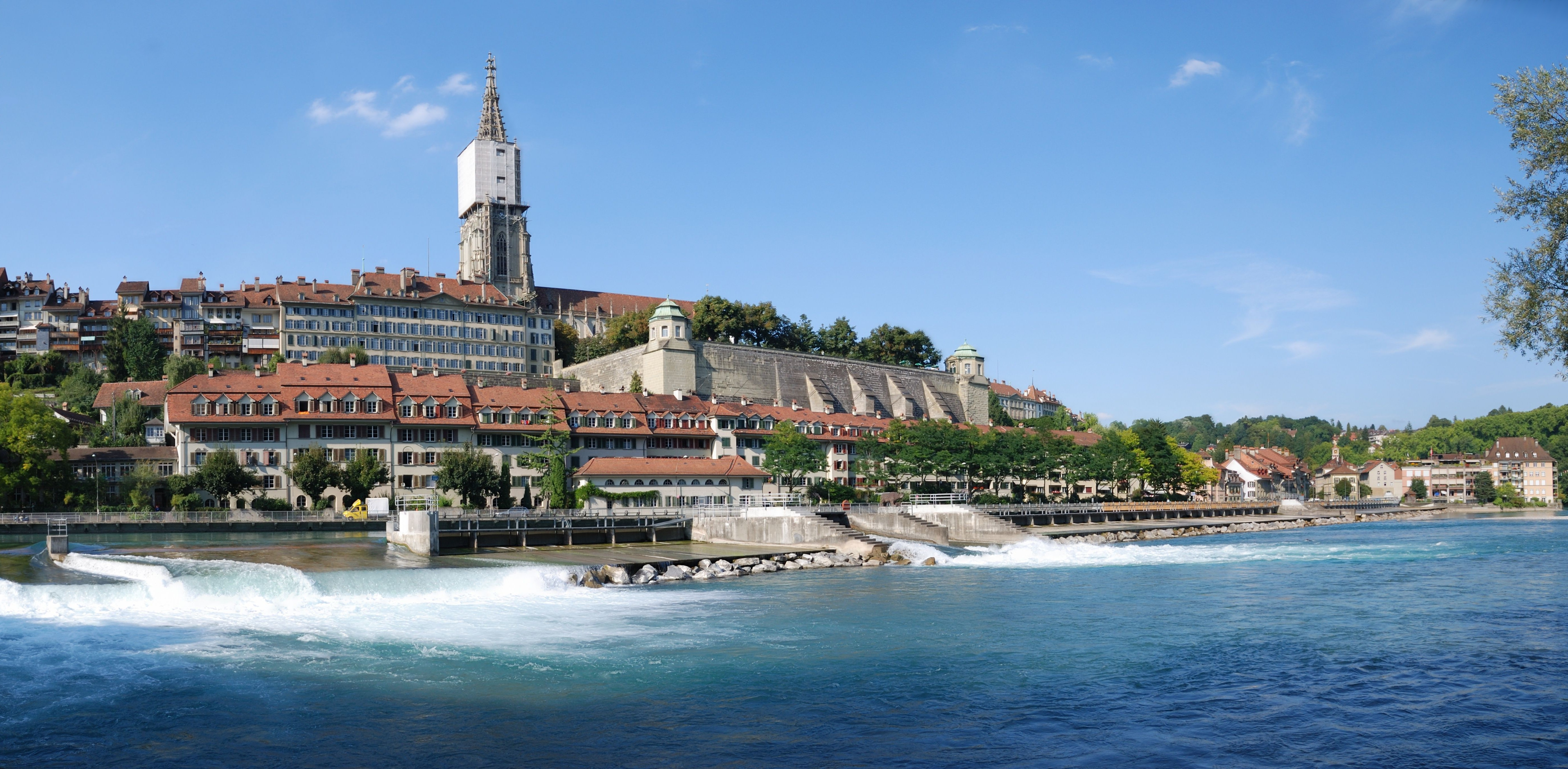
La cattedrale dal Fiume Aare.
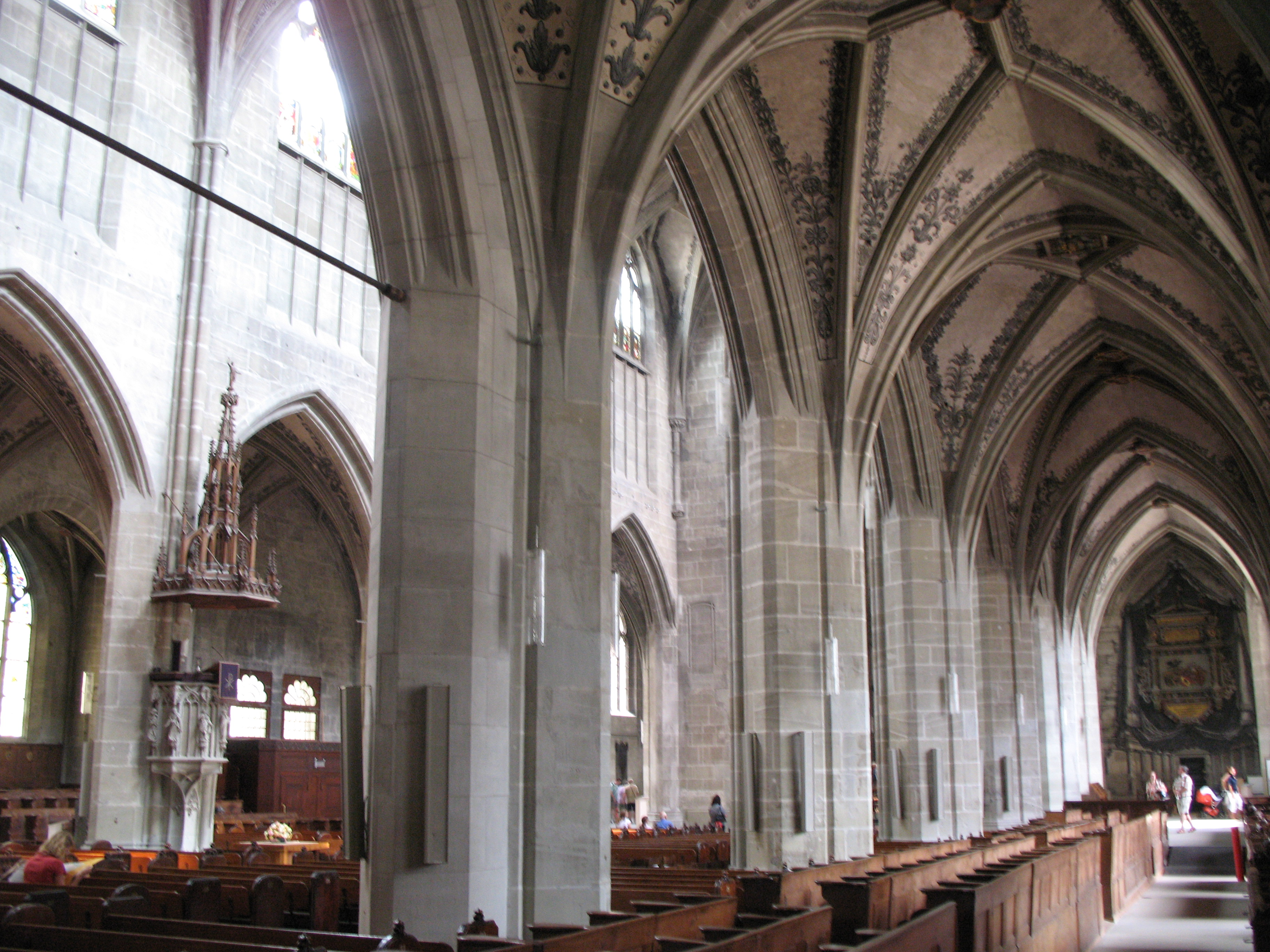
L'interno della cattedrale.

### Torre Zytglogge
La  torre Zytglogge fu costruita nel XIII secolo e delimitava la cittadina medioevale di Berna. Nel XV secolo fu dotata di un orologio astronomico.

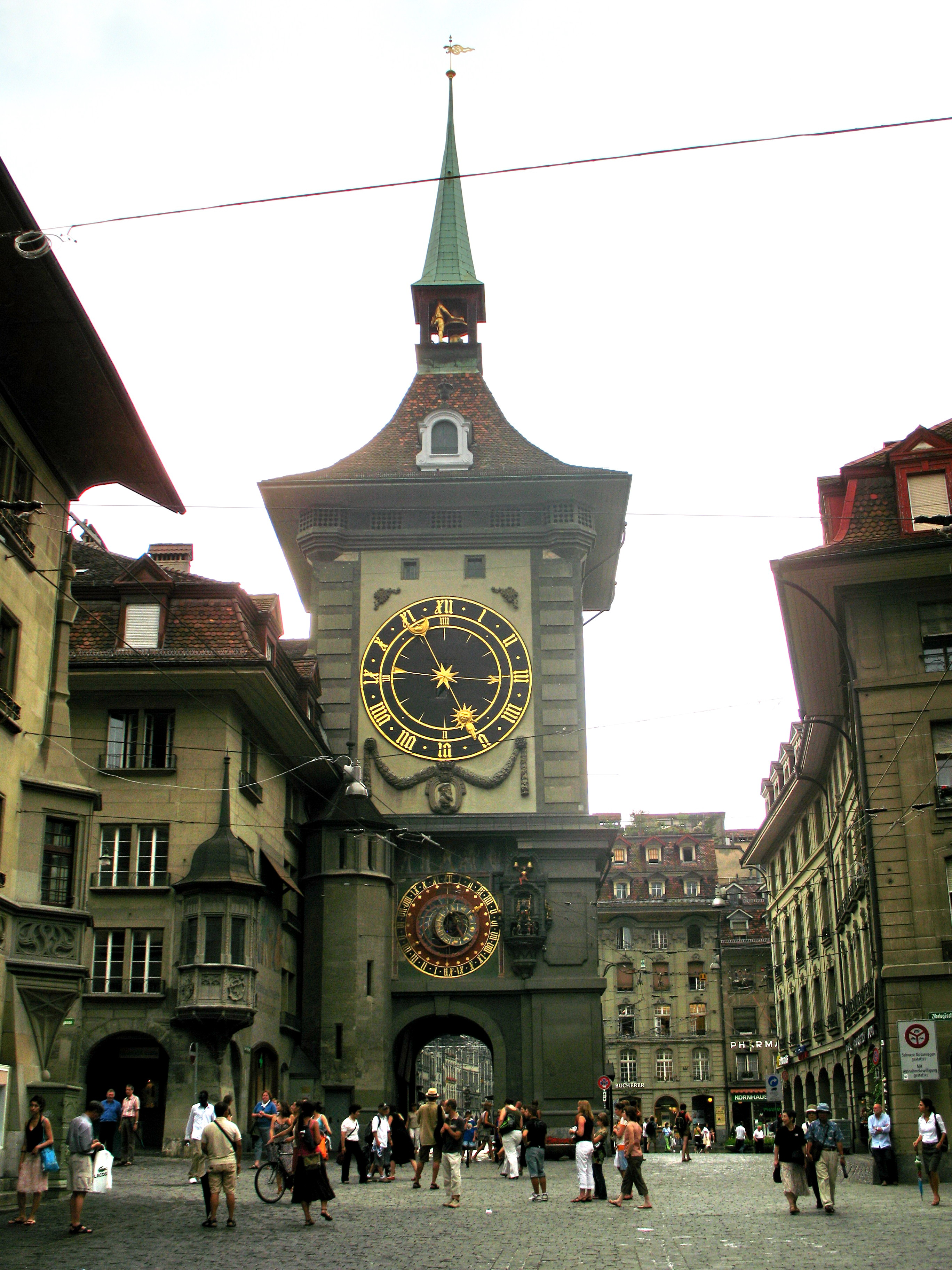
La Torre.
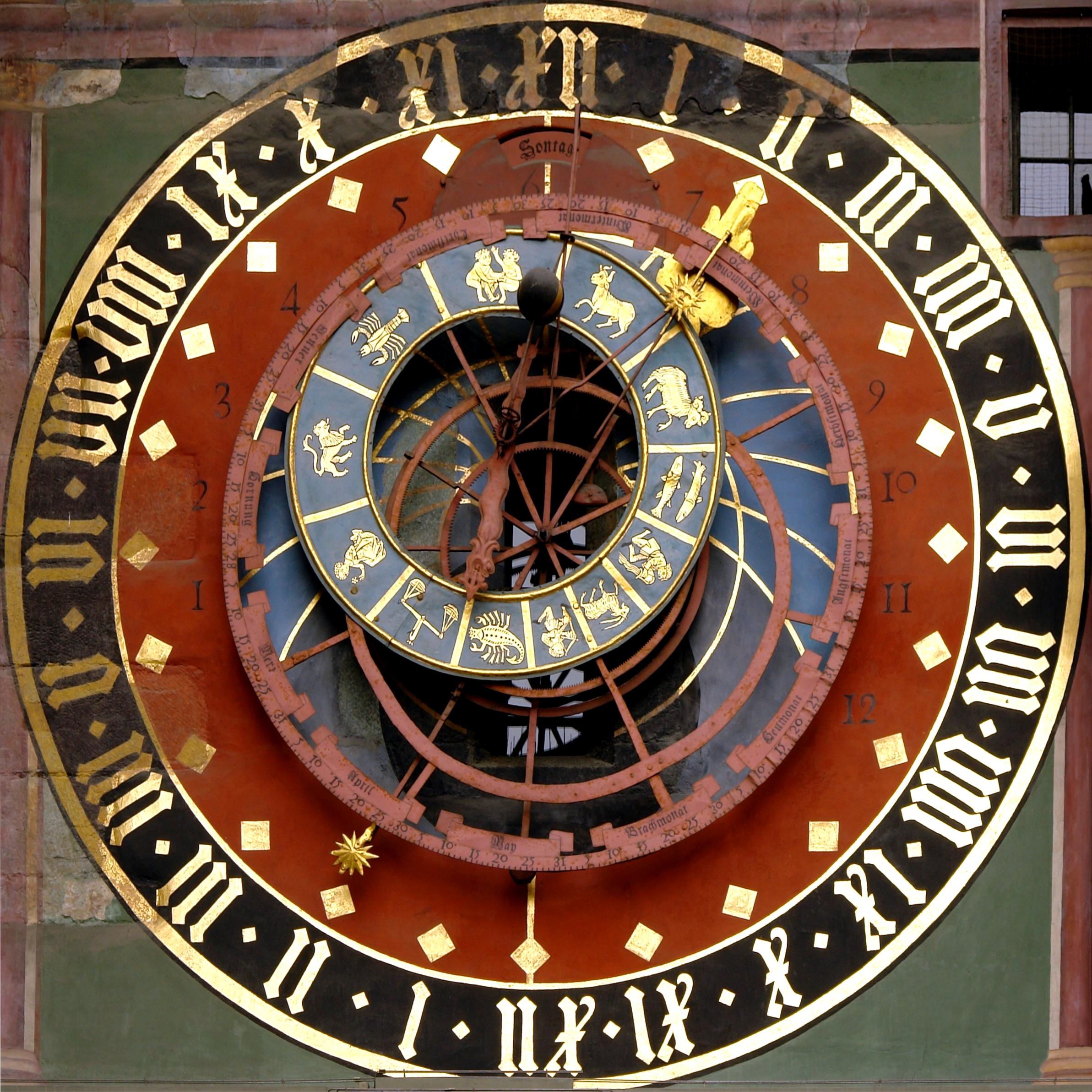
L'orologio astronomico della Torre Zytglogge.
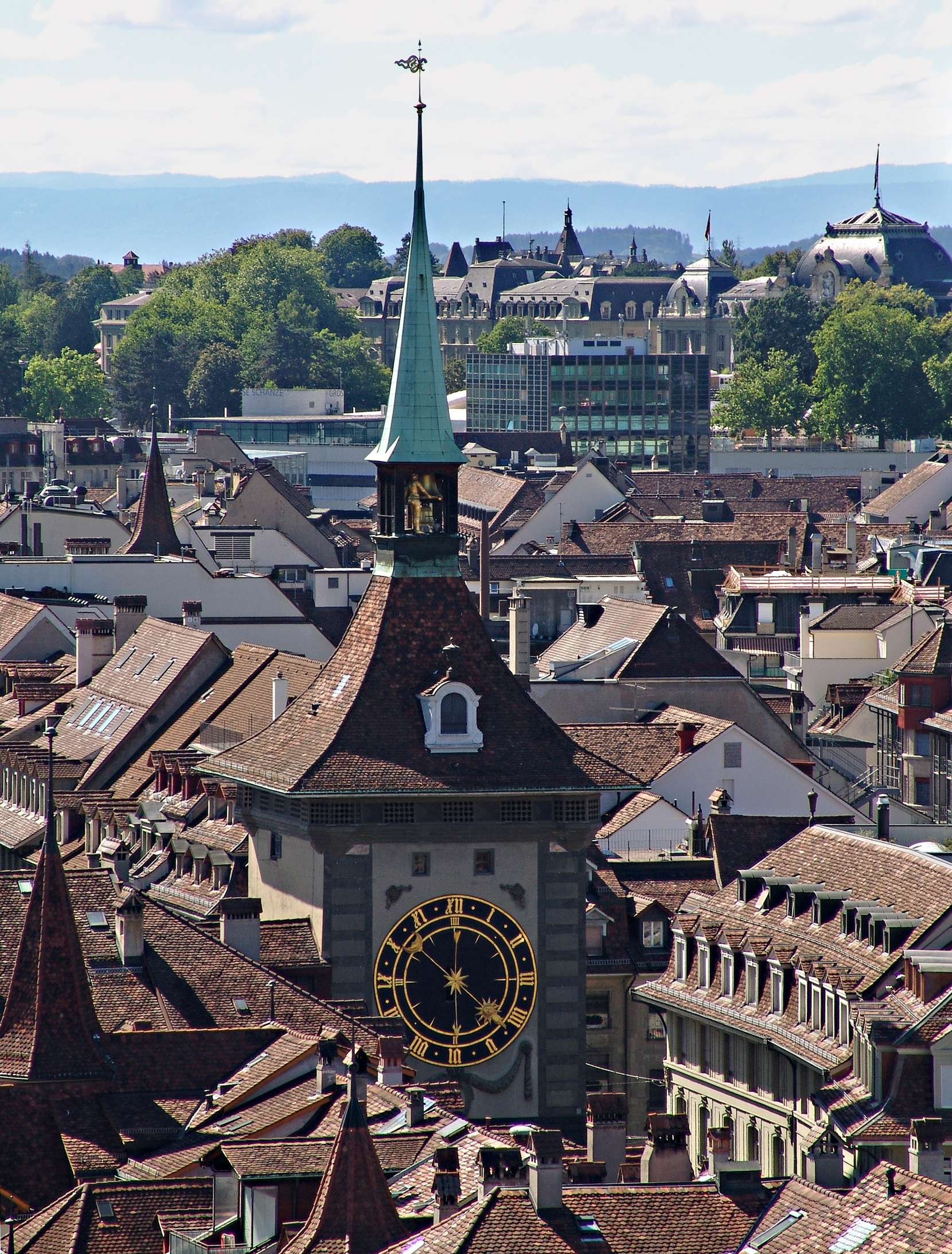
La Torre e la città di Berna.

### Ponte Untertorbrücke
Il ponte Untertorbrücke fu il primo ponte a collegare le due sponde del fiume Aare e fu l'unico fino al XIX secolo. Fu costruito nel 1461 e terminato nel 1489. È un ponte a 3 campate.

### Nydeggkirke
Sulle antiche mura venne costruita una prima cappella nel 1341; con l’edificazione della torre, nel 1480 iniziò la costruzione della chiesa tardogotica. 

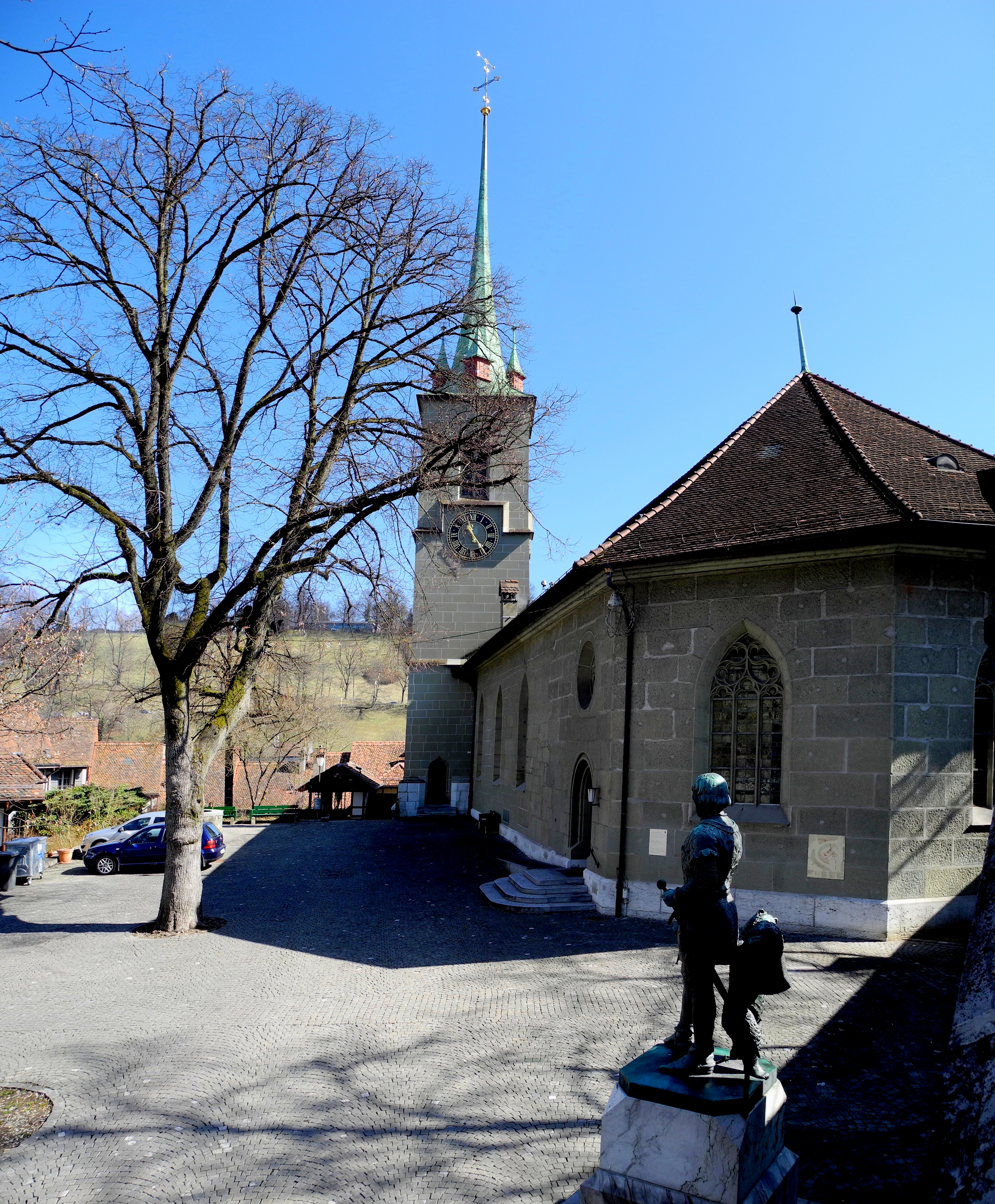
Veduta dalla piazza.
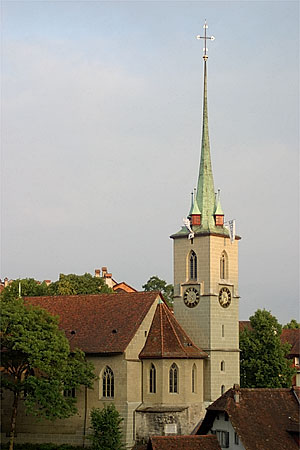
Torre campanaria.
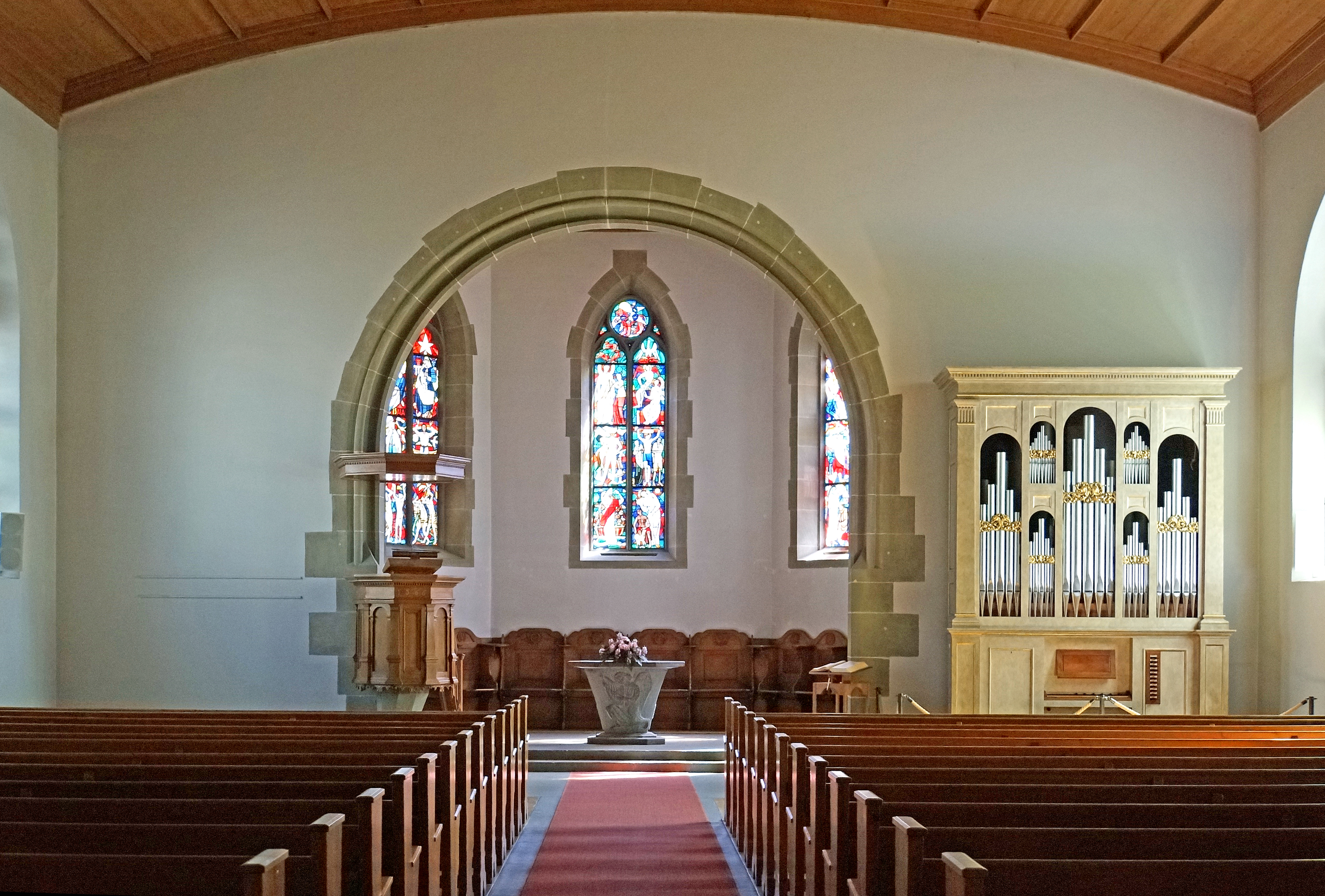
Interno.